# Вангерберг
Вангерберг — село в громаді Трізенберг, південній Ліхтенштейн, на правому березі річки Рейн. Найближчі населені пункти Трізен (0,5 км) і Штайнорт (0,5 км), від яких відокремлене лісовими масивами. Село розташоване на висоті 565 м над рівнем моря.
Село фактично є найпівденнішою околицею Трізенберга. Його розміри близько 200 метрів зі сходу на захід і близько 500 метрів із півночі на південь. Кількість жителів достеменно не відома, орієнтовно до сотні мешканців.

## Історія
1933 року житель Вангербера Майнрад Шедлер заснував тваринницьке товариство, яке існує й дотепер.
Через Вангерберг проходив так званий «шлях втечі» (нім. Flüchtlingsweg): під час Другої світової війни планували при проході німецьких військ через Ліхтенштейн сховати все населення князівства в Альпах.
Перший музичний фестиваль Weilerfest пройшов 18 червня 2009 року у Вангербергу.